# Tityra cayana
Tityra cayana е вид птица от семейство Tityridae.

## Разпространение
Видът е разпространен в Аржентина, Боливия, Бразилия, Венецуела, Гвиана, Еквадор, Колумбия, Парагвай, Перу, Суринам, Тринидад и Тобаго и Френска Гвиана.